# Pietro Minghelli
Pietro Minghelli (Vignola, 11 gennaio 1780 – Modena, 29 giugno 1822) è stato un pittore e decoratore italiano.
Docente dell'Accademia Atestina di Belle Arti, fu uno dei maggiori esponenti del neoclassicismo modenese.

## Biografia
Pietro Minghelli nacque a Vignola l'11 gennaio 1780 da Antonio e Rosa Zagnoni. Grazie all'impegno economico di una società vignolese, presieduta da Francesco Galvani, poté seguire gli studi di pittura e nel 1801, ad appena ventuno anni, era professore di “paesaggio e ornato” all'Accademia delle Belle arti di Modena.
All'attività accademica Minghelli affiancò quella di pittore in tantissimi cantieri, spesso in collaborazione con altri “ragazzi” del ben più celebre Soli: Geminiano Vincenzi, Camillo Crespolani e Biagio Magnanini. In molti casi si trattava di progetti legati a ristrutturazioni e/o restauri (il confine all'epoca era assai labile) in edifici modenesi (Palazzo Ducale, Archivio di Stato, Palazzo Comunale e alcune residenze private) o a ville suburbane.
Giuseppe Galvani, figlio di quel Francesco che ne aveva patrocinato gli studi; fu suo committente incaricandolo di affrescare Villa Galvani di Vignola. I Bellucci (Giuseppe e il figlio Giovanbattista) gli riservarono un'importante committenza nel casino omonimo, progettato dal Soli, divenuto poi nel 1915 il municipio della cittadina.
Oltre alle citate dimore vignolesi, gli vengono, riferite le pitture di villa Forni a Cognento, di villa Montecuccoli degli Erri a Baggiovara e di villa Chiarli a Castelvetro.
Minghelli prestò sovente la sua opera, forse anche per motivi connessi all'attività di docente, in quegli apparati effimeri, che erano molto richiesti in occasione di cerimonie sacre e profane, ma che sono ovviamente andati dispersi: si è fortunatamente salvato un elegante esemplare nella modenese Chiesa del Voto. Svolse inoltre anche l'incarico di scenografo per opere liriche, per lo più in collaborazione con altri: tra il 1813 e il 1822 vi è testimonianza certa della sua presenza in almeno sette allestimenti.
Pur avendo operato molto a Modena, senza dubbio Minghelli ha lasciato nella città natale le testimonianze più significative della sua arte: sono le opere vignolesi con i cicli di Villa Galvani e del Casino Tosi Bellucci, fortunatamente pervenuti in condizioni tutto sommato buone, che mostrano un pittore interessante, di ottimo spessore negli apparati decorativi e decisamente brillante nei pregevolissimi monocromi, che alludono ai bassorilievi antichi.
Morì improvvisamente il 29 giugno del 1822 a Modena dove risiedeva con la moglie Maria Teresa Bardoni, sposata appena un anno prima, matrimonio da cui non erano nati eredi.

## Opere
Cicli di dipinti su parete

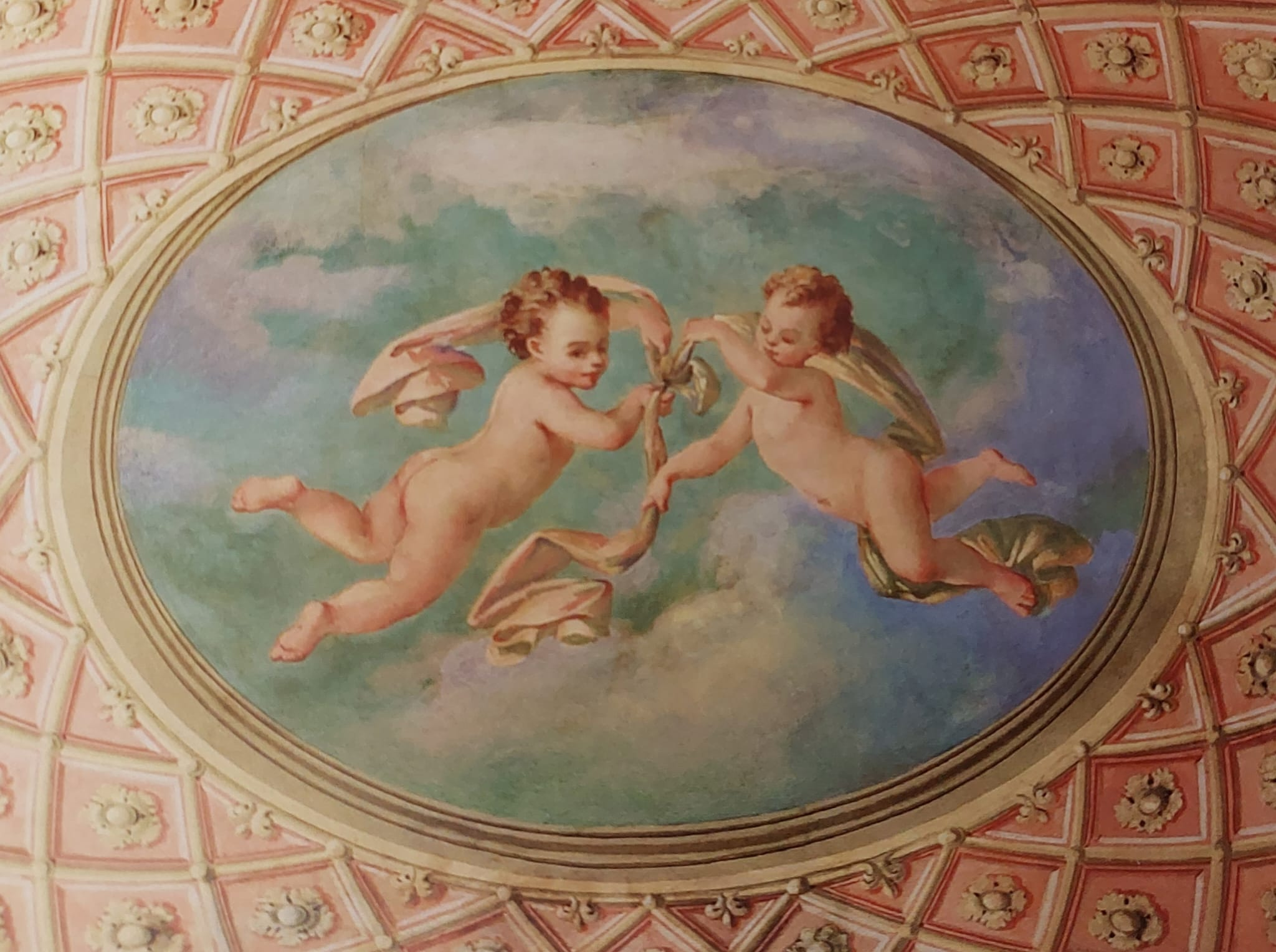
Particolare della decorazione della finta cupola che sovrasta il vasto scalone nel Casino Bellucci, Vignola

- Casino Bellucci a Vignola (dal 1915 sede comunale Vignola)
- Villa Galvani a Vignola
- Villa Forni a Cognento, in collaborazione con Geminiano Vincenzi (attribuito)

Restauri
- Palazzo Ducale di Modena
- Palazzo Comunale Modena
- Palazzo dell'Archivio di Stato